# Cardiff Airport
Luchthaven Cardiff (Engels: Cardiff Airport, Welsh: Maes awyr Caerdydd) (IATA: CWL, ICAO: EGFF) is het internationale vliegveld van Wales gelegen nabij Cardiff in het stadje Rhoose.

## Geschiedenis
Cardiff Airport ontstaat aan het begin van de Tweede Wereldoorlog als RAF-basis onder de naam 'RAF Rhoose'. De bouw van het vliegveld startte in 1941 en de opening vond plaats op 7 april 1942.
In het begin van de jaren 50 wordt het vliegveld voor het eerst gebruikt voor commerciële vluchten door het Ierse Aer Lingus.
In de jaren 70 verandert het vliegveld van naam in 'Glamorgan, Rhoose Airport'.
Op verzoek van de regering is het veld in 1995 geprivatiseerd en kwam het in handen van het bedrijf TBI.
In 2008 maakten rond de 2 miljoen passagiers gebruik van het vliegveld waarbij Amsterdam met 10% de belangrijkste bestemming was.

## Passagierscijfers
|      | Aantal passagiers | Vliegbewegingen |
| ---- | ----------------- | --------------- |
| 1997 | 1.155.186         | 18.171          |
| 1998 | 1.263.225         | 17.537          |
| 1999 | 1.330.277         | 17.656          |
| 2000 | 1.519.920         | 20.196          |
| 2001 | 1.543.782         | 21.764          |
| 2002 | 1.425.436         | 18.736          |
| 2003 | 1.919.231         | 21.231          |
| 2004 | 1.887.621         | 21.993          |
| 2005 | 1.779.208         | 20.553          |
| 2006 | 2.024.428         | 21.872          |
| 2007 | 2.111.148         | 23.117          |
| 2008 | 1.994.892         | 23.481          |